# Bräutigam (släkt)
För andra betydelser, se Bräutigam.
Bräutigam är en borgarsläkt från Göteborg med rötterna i staden Sömmerda i Thüringen i Tyskland. Släkten introducerades i Sverige genom Emil Bräutigam som invandrade till Göteborg år 1870. 
Under 1900-talets senare hälft har även en annan släkt med samma namn bosatt sig i Sverige. 
Namnet Bräutigam härrör från den medeltida majgrevetraditionen om firandet av vårens ankomst genom utseendet av en majgreve (tyska Bräutigam) till vårens ära.

## Personer ur släkten
- Emil Bräutigam
- August Bräutigam
- Harry Brautigam
- Olof Bräutigam